# Scutelnici
Scutelnici is een Roemeense gemeente in het district Buzău.
Scutelnici telt 2478 inwoners.